# Air Åland
Air Åland AB – колишня фінська місцева авіакомпанія, головний офіс якої розташований у  аеропорту Марієхамна, біля міста Марієхамн на Аландських островах. Заснована 14 січня 2005 року кількома підприємцями для інтенсифікації комерційної діяльності на островах. Перший регулярний рейс авіакомпанія здійснила по маршруту Марієхамн-Гельсінкі 29 жовтня 2005 року. 13 березня 2006 року компанія відкрила черговий регулярний маршрут між Марієхамном та Стокгольм-Арланда.
Останнім керівником авіакомпанії був Ян Ерік Сундберг (Jan Erik Sundberg). В компанії налічувалось 10 працівників.
Починаючи з 1 липня 2012 року, операційна діяльність була передана шведській авіакомпанії NextJet. Авіакомпанія Nextjet виконувала рейси до 17 травня 2018 року, коли Nextjet збанкрутувала.

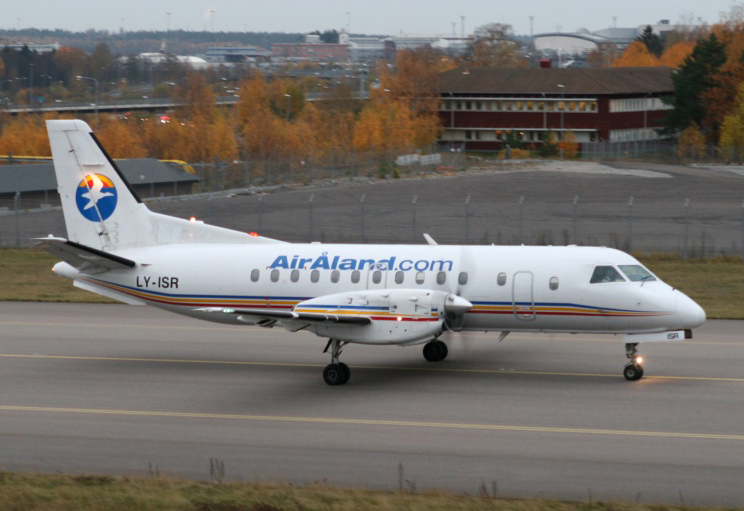
Літак Saab 340 авіакомпанії Air Åland

## Напрямки
Станом на січень 2011 року компанія виконувала регулярні рейси по наступним напрямкам: 
- Фінляндія
  - Гельсінкі (Гельсінкі-Вантаа)
- Швеція
  - Стокгольм (Стокгольм-Арланда)
- Аландські острови
  - Марієхамн (аеропорт Марієхамна)

## Флот
Станом на 10 жовтня 2010 року флот компанії складався з: 
- 2 Saab 340A (оператором виступала авіакомпанія Nextjet)